# Anna Pieczarka
Anna Maria Pieczarka (ur. 15 lutego 1977 w Tuchowie) – polska polityk i samorządowiec, członek zarządu województwa małopolskiego (2018–2019), posłanka na Sejm IX i X kadencji (od 2019).

## Życiorys
Córka Jana i Ewy. Ukończyła studia z zarządzania w Małopolskiej Wyższej Szkole Ekonomicznej w Tarnowie w 2009. Specjalizowała się w rachunkowości i zarządzaniu firmą. W latach 1997–2009 pracowała w Urzędzie Gminy Tarnów. Potem była dyrektorem instytucji kulturalnych – Centrum Animacji Kulturalnej Gminy Tarnów oraz Centrum Kultury i Bibliotek Gminy Tarnów. Jako działaczka społeczna pełniła funkcję prezesa Stowarzyszenia Przyjaciół Gminy Tarnów.
Należy do Prawa i Sprawiedliwości. W wyborach samorządowych w 2014 została wybrana na radną Sejmiku Województwa Małopolskiego V kadencji. W wyborach w 2018 ponownie uzyskała mandat radnej, otrzymując blisko 73 tys. głosów, co stanowiło drugi indywidualny wynik w Polsce wśród wszystkich kandydatów na radnych sejmików (po Adamie Struziku). 19 listopada 2018 została powołana na członka zarządu województwa.
W lipcu 2019 przyznano jej pierwsze miejsce na liście kandydatów PiS do Sejmu w okręgu wyborczym nr 15 (Tarnów) w wyborach parlamentarnych. W głosowaniu z października tegoż roku została wybrana do Sejmu IX kadencji, uzyskując 75 220 głosów. W wyborach w 2023 z powodzeniem ubiegała się o reelekcję (z wynikiem 71 199 głosów).

## Wyniki wyborcze
| Wybory | Komitet wyborczy                             | Komitet wyborczy       | Organ                                       | Okręg           | Wynik          |
| ------ | -------------------------------------------- | ---------------------- | ------------------------------------------- | --------------- | -------------- |
| 2014   |                                              | Prawo i Sprawiedliwość | Sejmik Województwa Małopolskiego V kadencji | nr 5            | 14 846 (8,18%) |
| 2018   | Sejmik Województwa Małopolskiego VI kadencji | Prawo i Sprawiedliwość | 72 739 (32,43%)                             | nr 5            |                |
| 2019   | Sejm IX kadencji                             | Prawo i Sprawiedliwość | nr 15                                       | 75 220 (21,67%) |                |
| 2023   | Sejm X kadencji                              | Prawo i Sprawiedliwość | nr 15                                       | 71 199 (17,64%) |                |

## Odznaczenia
W 2016 otrzymała Brązowy Krzyż Zasługi.